# Marie-Catherine d'Aulnoy
Marie-Catherine, baronessa d'Aulnoy, nata Le Jumel de Barneville (Barneville-la-Bertran, 1650 o 1651  – Parigi, gennaio 1705), è stata una scrittrice francese.
È conosciuta per essere stata la prima persona a pubblicare una fiaba in Francia, lanciandone così la moda: si tratta del suo racconto intitolato L'Île de la félicité (in italiano "L'isola della felicità") pubblicato nel 1690.

## Biografia
Marie-Catherine nasce a Barneville-la-Bertran in una famiglia della nobiltà normanna. Nicolas-Claude Le Jumel de Berneville, suo padre, aveva fatto una brillante carriera militare nell'esercito di Luigi XIV mentre sua madre, Judith-Angélique Le Coustelier de Saint-Pater, era conosciuta per essere una donna molto intelligente, proveniente da una famiglia d'intellettuali vicina al re. Lo zio Henri de Beringhen era Premier écuyer du roi (primo scudiero del re). La nonna materna di sua madre era Madeleine Bruneau, sorella della famosa Marie Bruneau des Loges. Alla morte del padre, avvenuta nel 1660, madre e figlia si trasferiscono a Parigi a casa dello prozio materno, Henri de Beringhen. Qui hanno l'occasione di frequentare l'ambiente della corte e anche Claude e Charles Perrault. Nell'agosto 1662 la madre, a 42 anni, si risposa con Michel de Sales, marchese di Gudanes. Sentendosi trascurata dalla madre la bambina si dedica sempre di più alla lettura.
Il secondo matrimonio della madre intacca il patrimonio lasciato dal primo marito e quando il marchese di Gudanes muore, dopo un anno dalle nozze, le due donne tornano a Parigi dalla famiglia dello zio materno. La famiglia concordò il suo matrimonio, com'era abitudine all'epoca, all'età di sedici anni con François de La Motte, conte d'Aulnoy, valletto del duca di Vendôme, più vecchio di lei di non meno di quarantasei anni, col quale ebbe cinque figli. Il matrimonio forzato fu celebrato l'8 marzo 1666. Decisa a sbarazzarsi di questo barbogio da lei odiato, in mancanza del divorzio, giunse a situazioni estreme, per certi versi emblematiche della condizione femminile sotto l'Ancien Régime. Quando nel 1669 d'Aulnoy si vide sospettato di malversazioni, lei ne approfittò per accusarlo apertamente di crimini passibili di pena capitale e di lesa maestà, di concerto con la madre e due gentiluomini, di cui l'uno era suo amante dopo essere probabilmente stato quello della madre. Arrestato, il marito venne poi rilasciato dopo circa tre settimane, ma gli «amici» della moglie vennero condannati alla decapitazione per calunnia. Sventato il complotto, la baronessa dovette la sua salvezza unicamente a una fuga rocambolesca: fuggì da una scala nascosta e si rifugiò sotto il catafalco di una chiesa. Costretta all'esilio, viaggiò attraverso l'Europa per sfuggire alla condanna che la minacciava.
Passata per l'Inghilterra nel 1675, raggiunse in seguito la Spagna fino al momento in cui poté tornare in Francia nel 1685, rientrata nelle grazie di Luigi XIV per servizi resi alla corte. Divenuta nel frattempo vedova nel 1681, si stabilì allora a Parigi dove aprì un salone letterario prima di trovarsi nuovamente compromessa in uno scandalo per via della sua amicizia con una donna che sarebbe stata in seguito decapitata per l'omicidio del marito.
Venne inoltre ammessa all'Accademia dei Ricovrati di Padova come la settima donna celebre tra i suoi membri con i soprannomi di «eloquente» e di «Clio»; ella vi rappresentava la musa della storia. Era la nipote dell'erudita Marie Bruneau des Loges (1585-1641).
Morì in tranquillità a casa propria, nel 1705, a Parigi. Un suo editore e biografo, Mathurin de Lescure, disse dei ritratti esistenti di questa narratrice che essi lasciano «l'immagine di una briosa e copiosa bellezza».

## Discendenza
Madame d'Aulnoy ebbe sei figli, di cui due figlie nacquero dopo la separazione con il marito però portavano il suo patronimo:
- Marie-Angélique, (26 gennaio 1667, morta nell’infanzia, probabilmente prima del novembre 1669[7])
- Dominique-César, (22 novembre 1667, morto nell’infanzia)
- Marie-Anne, Dame de Barneville (27 ottobre 1668[8]- prima del 1726[9]), che si sposò il 29 novembre 1685 con Claude-Denis de Héère de Vaudois (30 ottobre 1658- prima del giugno 1711[9]), e ebbe :
  - Jacques-Denis-Augustin de Héère (1698- ?), che si sposò il 2 novembre 1734 con Geneviève Françoise de La Fauche.
  - Marguerite de Héère, Dame de Vaudoy.
  - Denise-Lucrèce de Héère (?- dopo del 1772).
  - Marguerite-Françoise de Héère, che si sposò con Jacques-François Tardieu, « conte » de Malissy.
  - Marie-Anne de Héère (6 agosto 1701 - 3 gennaio 1737), che si sposò nel 24 settembre 1735 con Jean-Pierre de Fontanges, e ebbe un figlio :
    - François-Alexandre de Fontanges (28 dicembre 1736-1754).
- Judith-Henriette (14 novembre 1669- dopo del 1711[10]), che si sposò in Madrid nel 4 settembre 1704 con Giulio Orazio Pucci, secondo Marchese de Barsento[11] (1671-1732), e ebbe almeno due figli :
  - Antonio Pucci (nato in Madrid nel 1705).
  - Luisa Maria Pucci, prima moglie di Francesco Guicciardini.
- Thérèse-Aimée (13 ottobre 1676- dopo del 1728), che si sposò con Edmé II de Préaux d’Antigny (12 aprile 1664- v. 2 ottobre 1719), e ebbe una figlia :
  - Edmée-Angélique de Préaux d’Antigny (née le 18 novembre 1704), data in sposa a Pierre Joseph Vermale, matrimonio annullato.
- Françoise-Angélique-Maxime (c. 1677-17 novembre 1727), che non si sposò mai.

## L'opera
Amica di Charles de Saint-Évremond e di varie narratrici del secolo tra cui Henriette-Julie de Murat e Marie-Jeanne L'Héritier, questa contemporanea di Madame de La Fayette cominciò a pubblicare, a partire dal 1690, i suoi primi racconti nel gusto del suo tempo, dal titolo Mémoires sur la cour d'Espagne, Histoire d'Hippolyte, comte de Douglas o Relation du voyage d'Espagne (1691), Mémoires des aventures de la cour de France (1692), Mémoires secrets de plusieurs grands princes de la cour (1696). Queste stimate produzioni letterarie sarebbero state seguite da racconti che le assicurarono la notorietà.
Nel 1690 L'Île de la félicité fu la prima fiaba a essere pubblicata in Francia, all'interno del racconto Histoire d’Hypolite, Comte de Douglas. Dopo il successo dei Contes di Charles Perrault nel 1697, Marie-Catherine d'Aulnoy pubblicò i 4 volumi di Les contes des fées, seguiti dai Contes nouveaux ou les Fées à la mode, apparsi rispettivamente nel 1697 e nel 1698 e che le valsero la celebrità. Annoverati tra i più autentici capolavori della letteratura di fate, i suoi racconti L'Oiseau bleu, la Belle au cheveux d'or, Gracieuse et Percinet, le Prince lutin, La Biche au bois, La Chatte blanche, Le Rameau d'or, Finette Cendron, Le Nain jaune, La Grenouille bienfaisante, riflettono l'evoluzione di un genere improntato sulle tradizioni popolari e trasformato in un genere letterario destinato al pubblico adulto della società galante. Costruiti come avventure romanzesche, dove si scopre facilmente l'influenza della pastorale, del teatro e del romanzo contemporanei, i suoi racconti mescolano allegramente eccesso di preziosità, naturalezza disinvolta, realismo e crudeltà. Il vissuto di Marie-Catherine d'Aulnoy si manifesta anche nella sua scrittura, quando fa uso dell'allegoria per denunciare senza mezzi termini la prova del matrimonio combinato che ella, come di norma e mentalità dell'epoca, dovette abbracciare; un'ineffabile descrizione dei fatti in una chiave educativo-morale.

## Opere
- Histoire d’Hypolite, Comte de Douglas, Paris, Sevestre, 1690
- Mémoires de la cour d’Espagne, Paris, Barbin, 2 vol., 1690
- Histoire de Jean de Bourbon, Prince de Carency, Paris, Barbin, 3 voll., 1692
- Nouvelles Espagnolles, Paris, Barbin, 1692
- Nouvelles, ou Mémoires historiques, Paris, Barbin, 2 voll., 1693
- Mémoires de la cour d'Angleterre, Paris, Barbin, 2 vol., 1695
- Les Contes des Fées, Paris, Barbin, 4 vol., 1697
- Contes nouveaux ou Les Fées à la mode, Paris, Vve de T. Girard, 1698, 4 voll.
- Le Comte de Warwick, 1703.

## Traduzioni italiane delle fiabe
- Carlo Collodi, I racconti delle fate, Paggi, Firenze, 1876 (Adelphi, Milano, 1976) (contiene quattro fiabe di Madame d'Aulnoy tradotte dall'autore di Pinocchio)
- AA.VV., I racconti delle fate : fiabe francesi della corte del Re Sole e del secolo 18°, trad. di Elena Giolitti, Einaudi, Torino, 1957 (contiene nove fiabe di Madame d'Aulnoy)
- AA.VV.,  Il salotto delle fate : racconti fantastici francesi del 17° e del 18º secolo, a cura di Basilio Luoni, Rizzoli, Milano, 1995 (contiene sette fiabe di Madame d'Aulnoy)
- Madame d'Aulnoy, La Bella dai capelli d'oro e altre fiabe, a cura di Anna Maria Rubino Campini, Sellerio, 2000 (contiene cinque fiabe dell'autrice)
- Madame d'Aulnoy, La fata e il topolino (La bonne petite souris), Altre Fiabe, 2018